# Fuscifolium
Fuscifolium, rod crvenih algi u porodici Bangiaceae. Postoje dvije priznate vrste, obje izdvojene iz roda Porphyra i uklopljene 2011. u novi rod Fuscifolium.
Tipična je F. papenfussii uz obale Aljaske, Britanske Kolumbije i Washingtona

## Vrste
1. Fuscifolium papenfussii (V.Krishnamurthy) S.C.Lindstrom 2011
2. Fuscifolium tasa (Yendo) S.C.Lindstrom 2011; bazionim Wildemania tasa Yendo.